# منصور سلامة
منصور صادر عبد الله ناصر سلامة (2 نوفمبر 1960) كاتب وباحث وأكاديمي فلسطيني بارز، من مواليد مدينة طولكرم الفلسطينية، له مجموعة من المؤلفات المنشورة عربيًا، وهو مستشار في تقنية المعلومات.

## نشأته وحياته
ولد منصور صادر عبد الله ناصر سلامة في مدينة طولكرم بالضفة الغربية بتاريخ 2 نوفمبر 1960، تلقى تعليمه الابتدائي والإعدادي والثانوي في مدارس مدينته طولكرم، وحصل على درجة البكالوريوس في تقنية المعلومات والماجستير من الجامعة الأردنية في عمان، وعلى درجة الدكتوراة في تقنية المعلومات من الجامعة الأمريكية بلندن.
منصور سلامة هو مدير مركز معلومات ودراسات، ومستشار في تقنية المعلومات، وباحث في الشأن العربي والفلسطيني والمقدسي. له مقالات ومحاضرات متخصصة في النهوض الحضاري، ويحاضر في أكثر من جامعة عربية، وتستضيفه القنوات العربية بشكل دوري، إضافة لمشاركاته في عدد كبير من المؤتمرات والندوات.

## أبرز مؤلفاته
له مجموعة من المؤلفات، أبرزها «قبل فنجان القهوة»، وكتاب «وقفات للأرض المقدسة» الصادر عام 2016 عن دار مؤسسة الرحاب الحديثة للنشر والتوزيع في العاصمة اللبنانية بيروت، وقد تحدث خلال هذا الكتاب عن معلومات مهمة عن فلسطين قد يسمعها المواطن العربي لأول مرة. وكتاب «عزف على أوتار البنفسج» وهو ديوان شعر، وقد صدر عام 2012 عن دار مؤسسة الرحاب الحديثة للنشر والتوزيع في بيروت، وغيرها من المؤلفات.